# Сіріккаси
Сірікка́си (рос. Сириккасы, чув. Çирĕккасси) — присілок у Чувашії Російської Федерації, у складі Великовильського сільського поселення Аліковського району.
Населення — 285 осіб (2010; 342 в 2002, 453 в 1979, 600 в 1939, 473 в 1926, 333 в 1897, 207 в 1858).
Національний склад:
- чуваші — 99 %

## Історія
Історичні назви — Серкаси, Серхкаси. Засновано 19 століття як околоток присілку Вила (нині Велика Вила). До 1866 року селяни мали статус державних, займались землеробством, тваринництвом, бондарством, виробництвом взуття. На початку 20 століття діяло 5 вітряків. 1930 року створено колгосп «Літак». До 1927 року присілок входив до складу Шуматовської та Аліковської волостей Ядринського повіту. З переходом на райони 1927 року — спочатку у складі Аліковського, у період 1962–1965 років — у складі Шумерлинського, після чого знову переданий до складу Аліковського району.

## Господарство
У селі діють клуб, спортивний майданчик, магазин.